# Djebel Messaâd (distrito)
Djebel Messaâd é um distrito localizado na província de M'Sila, Argélia, e cuja capital é a cidade de mesmo nome. O distrito é composto por duas comunas.[carece de fontes?]